# Friendica
Friendica (ранее Friendika первоначально Mistpark) — свободное и открытое ПО, независимая распределённая (или федеративная) социальная сеть с функцией микроблогов. Каждый пользователь может бесплатно установить на своём веб-сервере API Friendica, посредством которого может независимо общаться с другими пользователями. Также общение возможно и с пользователями сторонних социальных сетей, таких как Facebook или Twitter. Входит в состав Fediverse.

## Разработка
Проект под первоначальным названием Mistpark начал Майк Макгривин, ранее работавший на Symantec Corporation, AOL, Sun Microsystems, Netscape Communications, Stanford University и проектом Netscape Navigator. Акцент делался на обширные настройки конфиденциальности. Впоследствии Майк покинул проект, чтобы основать Hubzilla . Сейчас Friendica разрабатывается исключительно добровольцами и хостится на GitHub.

## Характеристика
Friendica — децентрализованная, бесплатная, открытая и безопасная социальная сеть с возможностью модульного расширения. В настоящее время пользователи Friendica могут синхронизировать контакты из Facebook, Twitter, Diaspora, GNU social и из других социальных сервисов, а также добавлять RSS ленты. Возможна двунаправленная связь. Кроме того, есть возможность подключения LiveJournal, Tumblr, WordPress и для кросс-постинга.
Разработчики стараются сделать установку простой для пользователей, утверждая, что децентрализация является гарантией свободы и личной неприкосновенности. Сложность установки сравнивается с установкой WordPress-сервера. Также, пользователи могут регистрироваться на общественных серверах, запущенных добровольцами.

## Награды
Friendica была одобрена проектом GNU Telephony.
Friendica была названа «альтернативой Google+ и Facebook, которая будет использоваться в движении Occupy Nigeria» в новостях Infoshop.